# Bergby kvarn

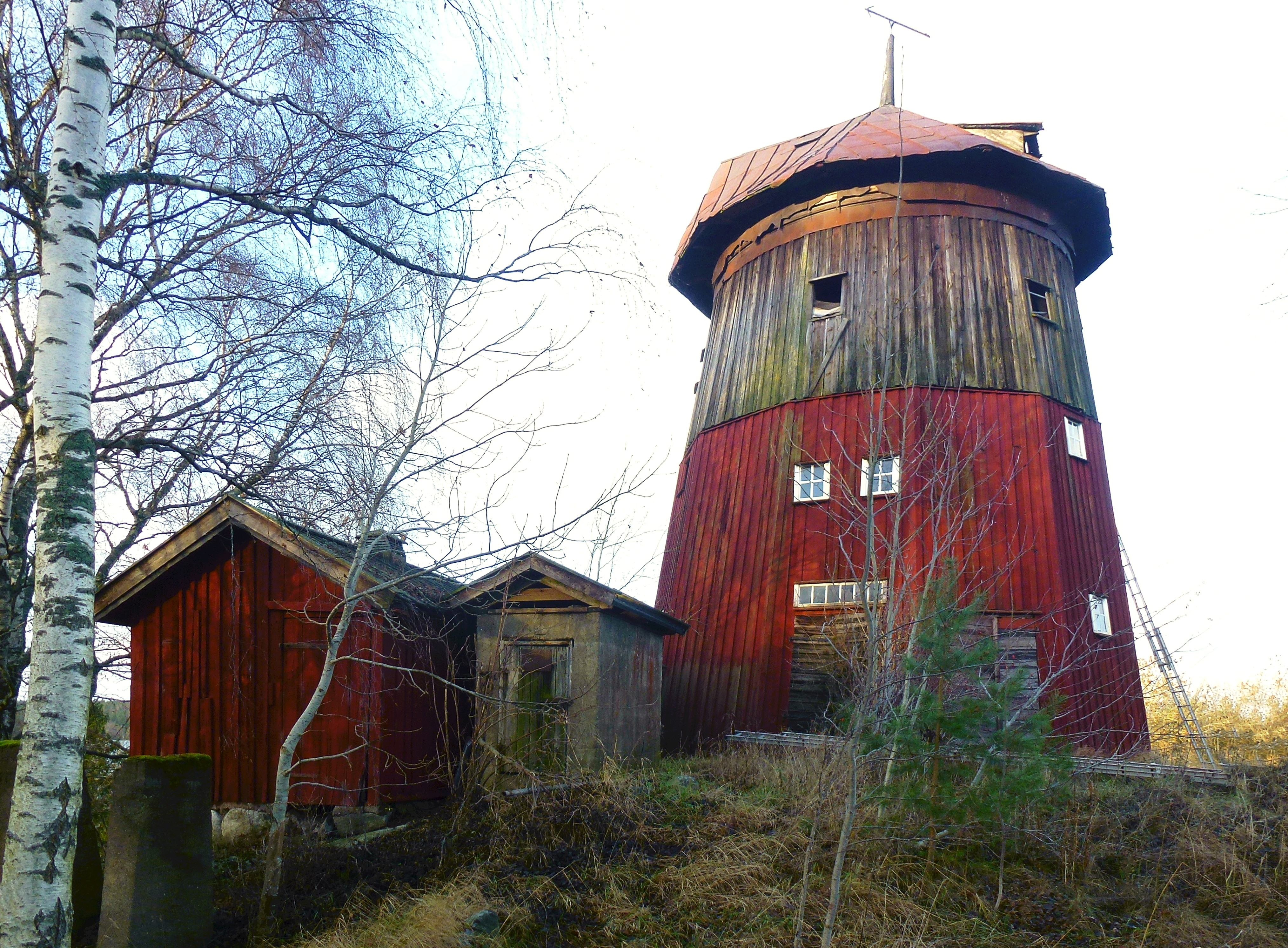
Bergby kvarn 2015.

Bergby kvarn är en väderkvarn i Markims socken i Vallentuna kommun. Kvarnen uppfördes troligen 1868 och verksamheten lades ner på 1930-talet, då var kvarnen ombyggd till elektrisk drift.

## Historik

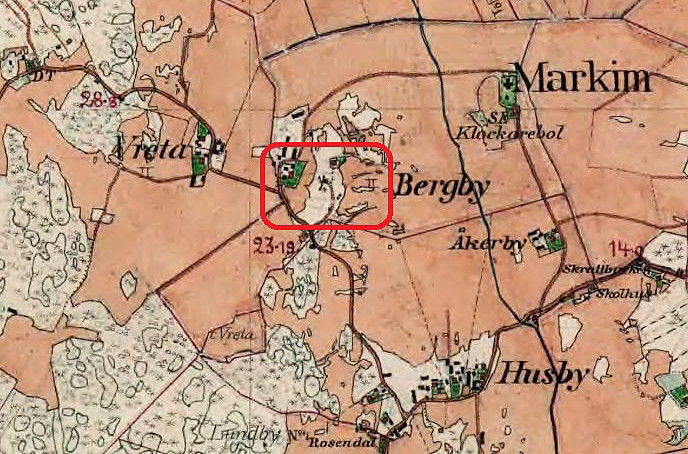
Bergby kvarn 1900.

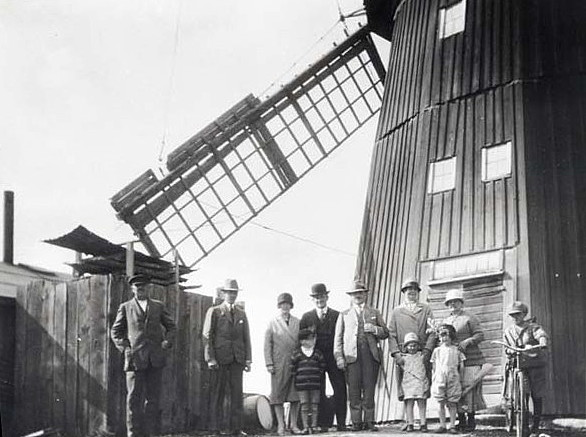
Karlssons med besök 1928.

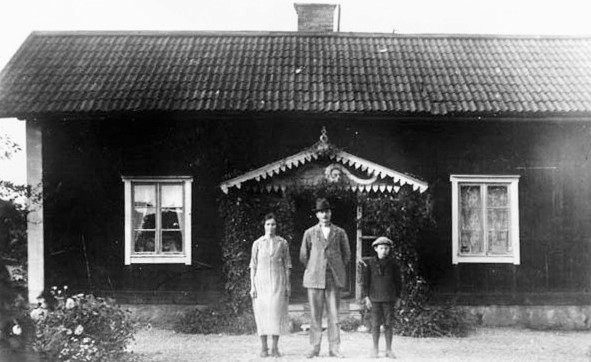
Mjölnarbostället på 1920-talet.

Redan Gustav Vasa hade på 1500-talet börjat skattlägga kvarnarna och kronan fick full kontroll över näringen. Men under 1800-talet kom i olika omgångar flera lättnader av bestämmelserna. Den 30 december 1863 utfärdades en kungörelse som helt släppte de tidigare restriktionerna som omgav kvarnrörelsen. Därför uppfördes på 1860-talet och därefter flera nya kvarnar i Sverige. 
I nuvarande Vallentuna kommun har det funnits drygt trettio väderkvarnar genom tiderna. De var i bruk under kortare eller längre perioder. Idag återstår bara ett fåtal, bland dem Brottby kvarn (från 1870-talet) och kvarnen i Bergby. Väsby kvarn (från 1860-talet) brann ner i mars 2008.
Bergby kvarn hörde till Bergby gård och byggdes 1868, som framgår av en ritning som hänger inne i byggnaden. Kvarnen placerades strax öster om gården på Kvarnbacken, som är en långsträckt kulle på cirka 20–25 meters höjd över omgivningen och med en rad förhistoriska lämningar. Norr om kvarnen byggdes även en mjölnarbostad som är ännu bevarad.
Bergby kvarn är av typ holländare, vilket innebär att kvarnhättan kan vridas i önskat vindriktning (istället för hela kvarnbyggnaden). Byggnaden har tre våningar och tolv, mot toppen avsmalnande, panelklädda sidor. Hättan var ursprungligen täckt med spån (senare ersatt av plåt). På översta våningen förvarades bland annat säckarna med säden som hissades upp med ett spel. På mellersta våningsplan utfördes själva malningen med hjälp av två par kvarnstenar. På nedersta våningsplanet packades och vägdes säckarna. Kvarnen var en så kallad tullkvarn, vilket innebar att bönder och torpare fick betala en viss mängd säd som avgift (tull) till mjölnaren för att få sin spannmål mald till mjöl. Mjölnaren ägde i regel inte kvarnen utan arrenderade den.
En av mjölnarna på Bergby kvarn var Johan Öberg (1855-1932), som i juli 1895 lämnade Bergby för att överta ett femårigt arrende på Nora väderkvarn i Mörkö socken (kvarnen står sedan 1929 på Torekällberget i Södertälje). På 1920-talet var familjen Hjalmar och Elsa Karlsson bosatt här och drev verksamheten. 1938 anges att kvarnvingarna var borttagna och att kvarnen inte längre användes.

## Kvarnen idag
Idag hör Kvarnbacken med kvarnen och mjölnarbostället inte längre till Bergby gård utan är en egen fastighet. Kvarnens inredning och maskineri är fortfarande (år 2015) i relativt gott skick. Det gamla mjölnarbostället är ett privat bostadshus.

## Bilder

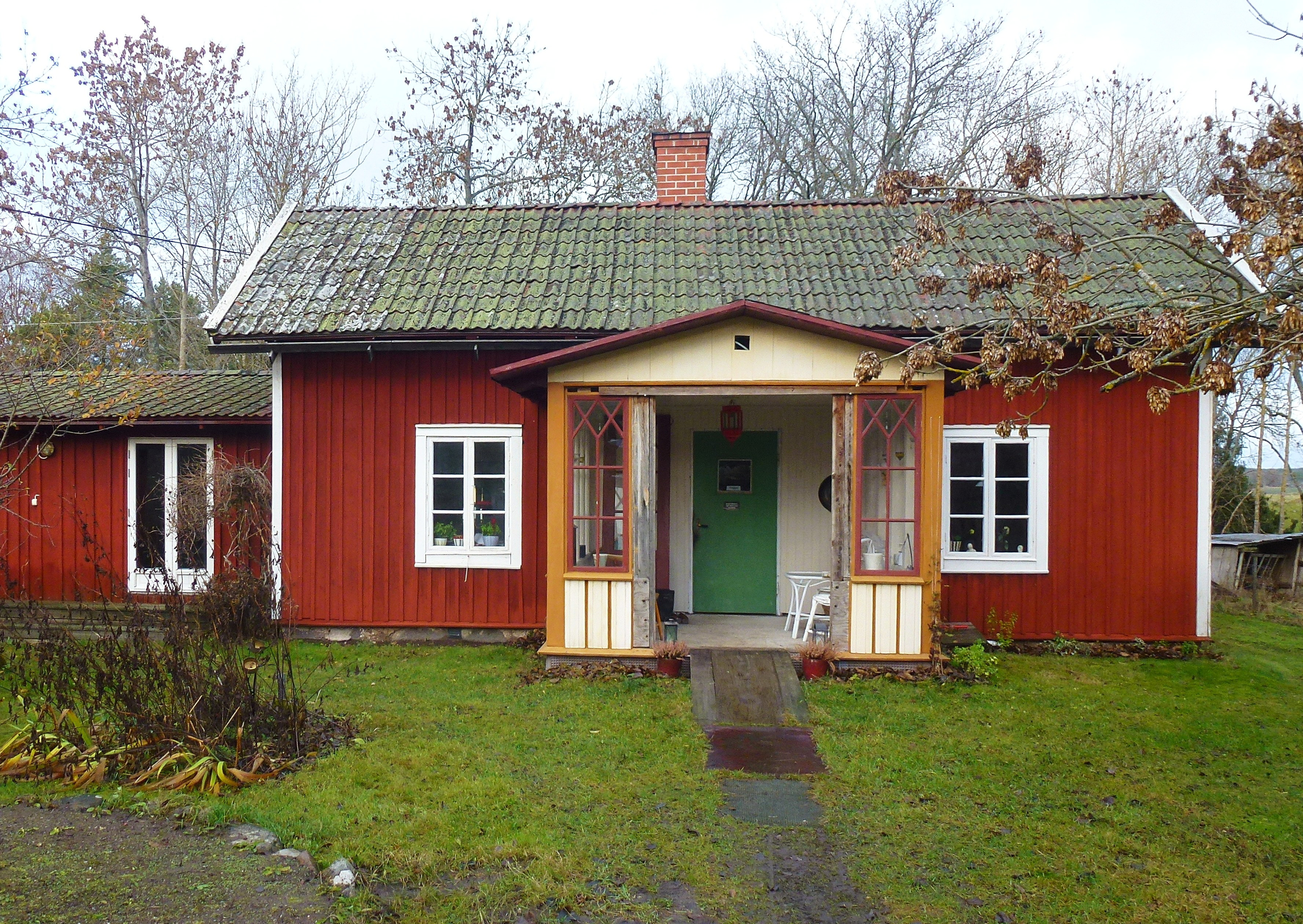
Mjölnarbostaden
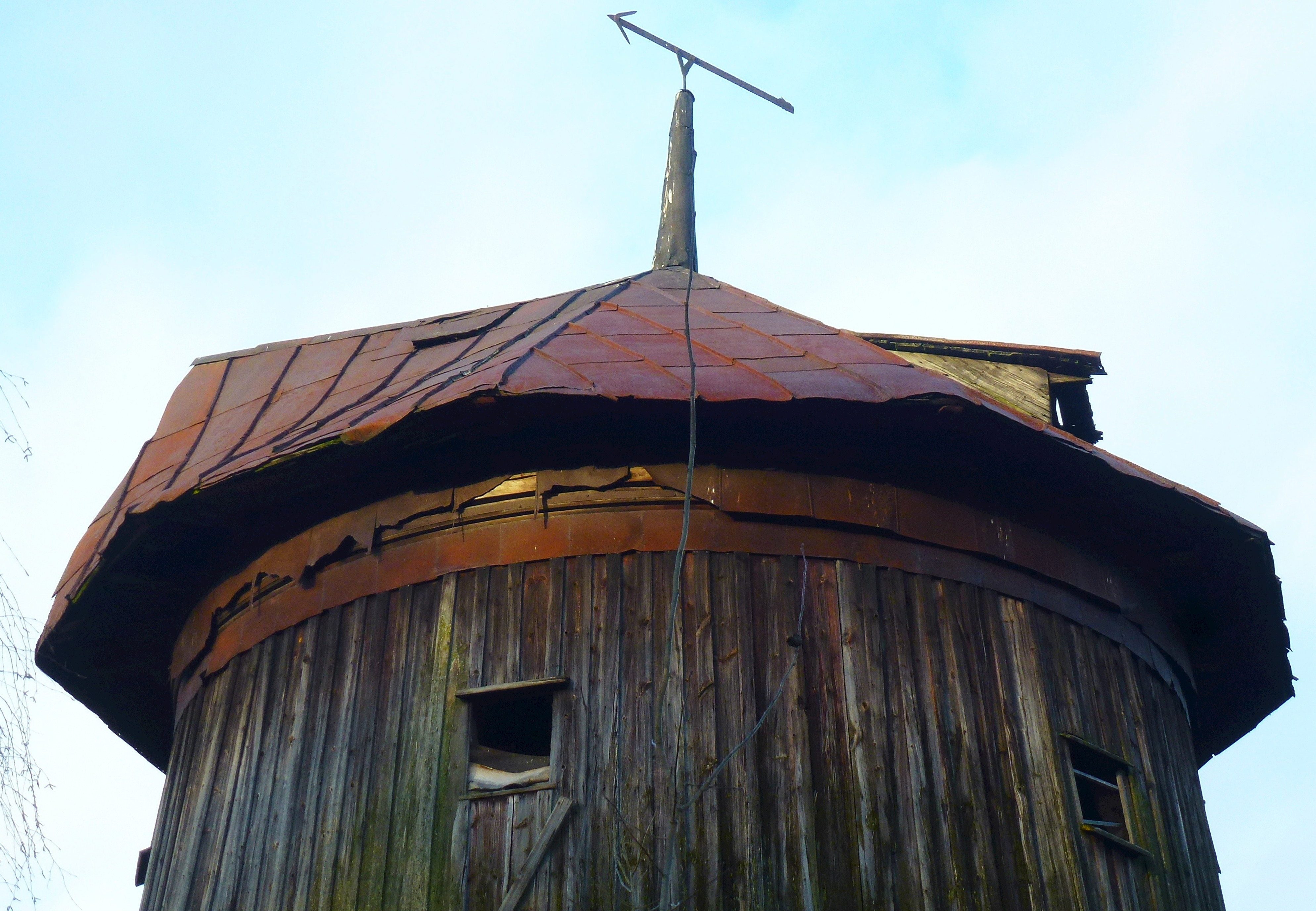
Den vridbara kvarnhättan
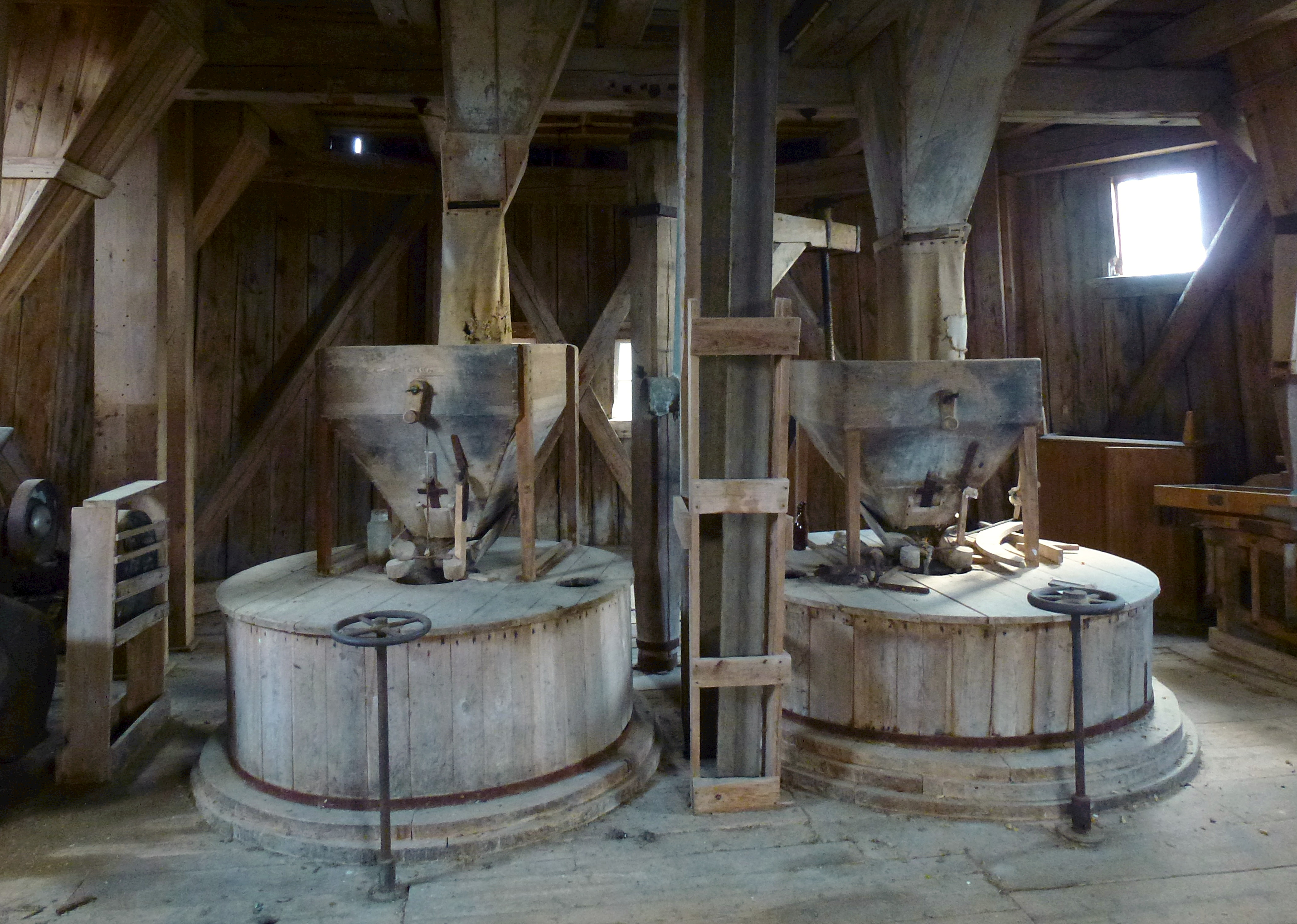
Kvarnens båda malplatser
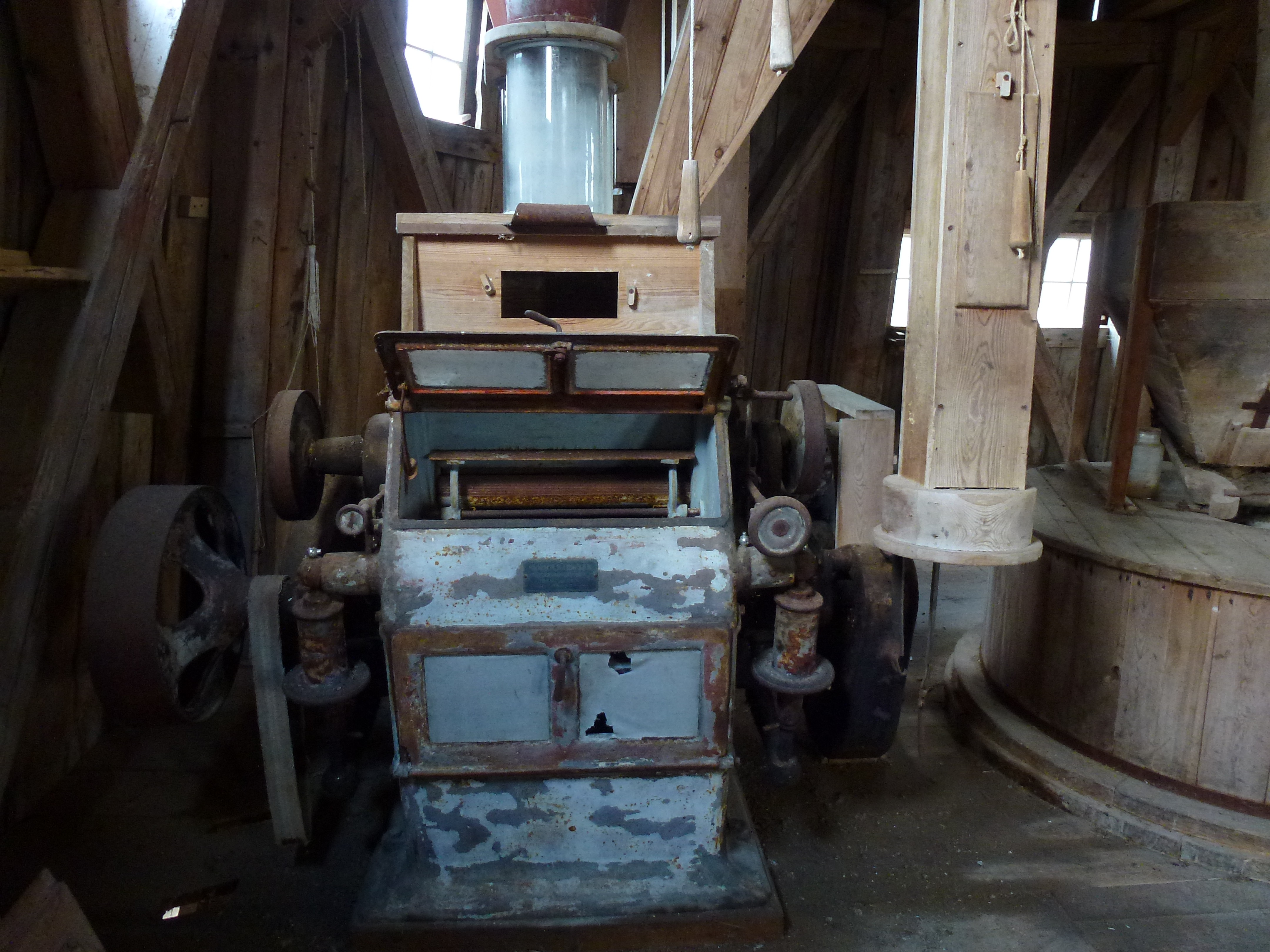
Kvarnens siktningsmaskin
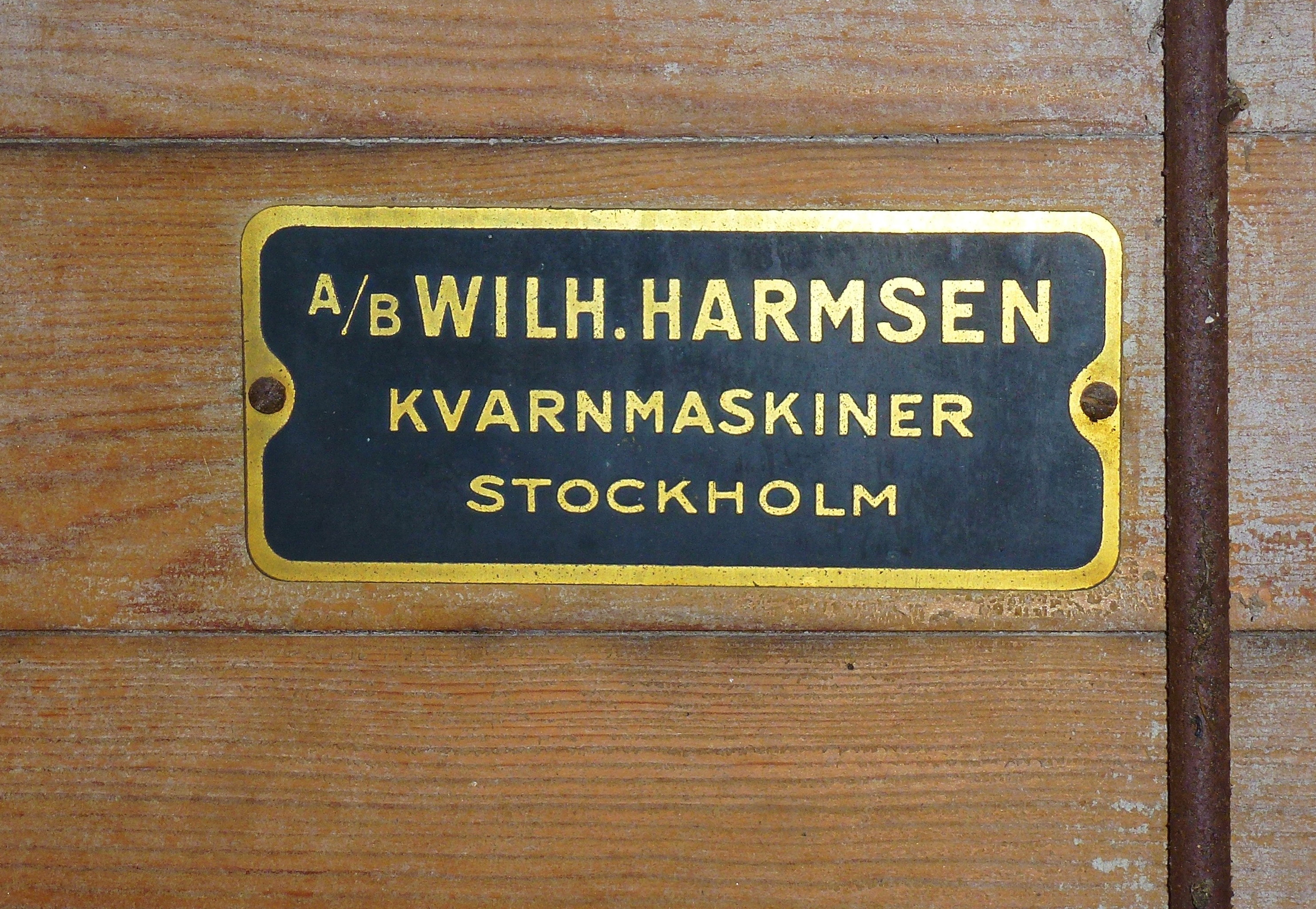
AB Wilhelm Harmsen